# Aarón Padilla Gutiérrez
Aarón Padilla Gutiérrez (Città del Messico, 10 luglio 1942 – Guadalajara, 14 giugno 2020) è stato un calciatore messicano, di ruolo attaccante.
Morì nel giugno del 2020, vittima di complicazioni da Covid-19.